# Пер-Ерік Еклунд
Пер-Ерік Еклунд (швед. Per-Erik Eklund; 22 березня 1963, м. Стокгольм, Швеція) — шведський хокеїст, центральний нападник. 
Виступав за АІК (Стокгольм), «Філадельфія Флайєрс», «Даллас Старс», ХК «Лександс».
В чемпіонатах НХЛ — 530 матчів (110+306), у турнірах Кубка Стенлі — 66 матчів (10+36). В чемпіонатах Швеції — 300 матчів (81+174), у плей-оф — 32 матчі (12+19).
У складі національної збірної Швеції учасник зимових Олімпійських ігор 1984 (7 матчів, 2+6), учасник чемпіонатів світу 1985, 1986, 1990, 1991, 1995 і 1996 (48 матчів, 6+20), учасник Кубка Канади 1984 (8 матчів, 1+1). У складі молодіжної збірної Швеції учасник чемпіонатів світу 1982 і 1983. У складі юніорської збірної Швеції учасник чемпіонату Європи 1981.
Досягнення
- Бронзовий призер зимових Олімпійських ігор (1984)
- Чемпіон світу (1991), срібний призер (1986, 1990, 1995)
- Чемпіон Швеції (1984)
- Фіналіст Кубка Стенлі (1987)
- Фіналіст Кубка Канади (1984)
- Бронзовий призер юніорського чемпіонату Європи (1981).